# 신디 키로
데임 앨시언 신시아 키로(Alcyion Cynthia Simpson, /kɪəˈroʊ/, 1958년 ~ )는 뉴질랜드 공중 보건 학자, 행정가 및 지지자로서 2021년 10월 21일부터 현재까지 뉴질랜드의 22대 총독을 역임하고 있다.
총독 지명자로 발표되기 전에는 아동 위원, 매시 대학교의 공중 보건 학교 학장, 웰링턴 빅토리아 대학교의 Te Kura Māori 학장을 지냈었다. 오클랜드 대학교의 웰링턴 빅토리아 대학교 및 부총장(마오리) 또한 지내었다.
총독 재임 기간 동안 키로는 엘리자베스 2세의 죽음에 대한 사건에 대처를 맡았으며 영국에서 엘리자베스 2세의 국장과 찰스 3세의 대관식에 참석하는 등 여러 해외 순방을 했다.